# Bistum Saint-Malo

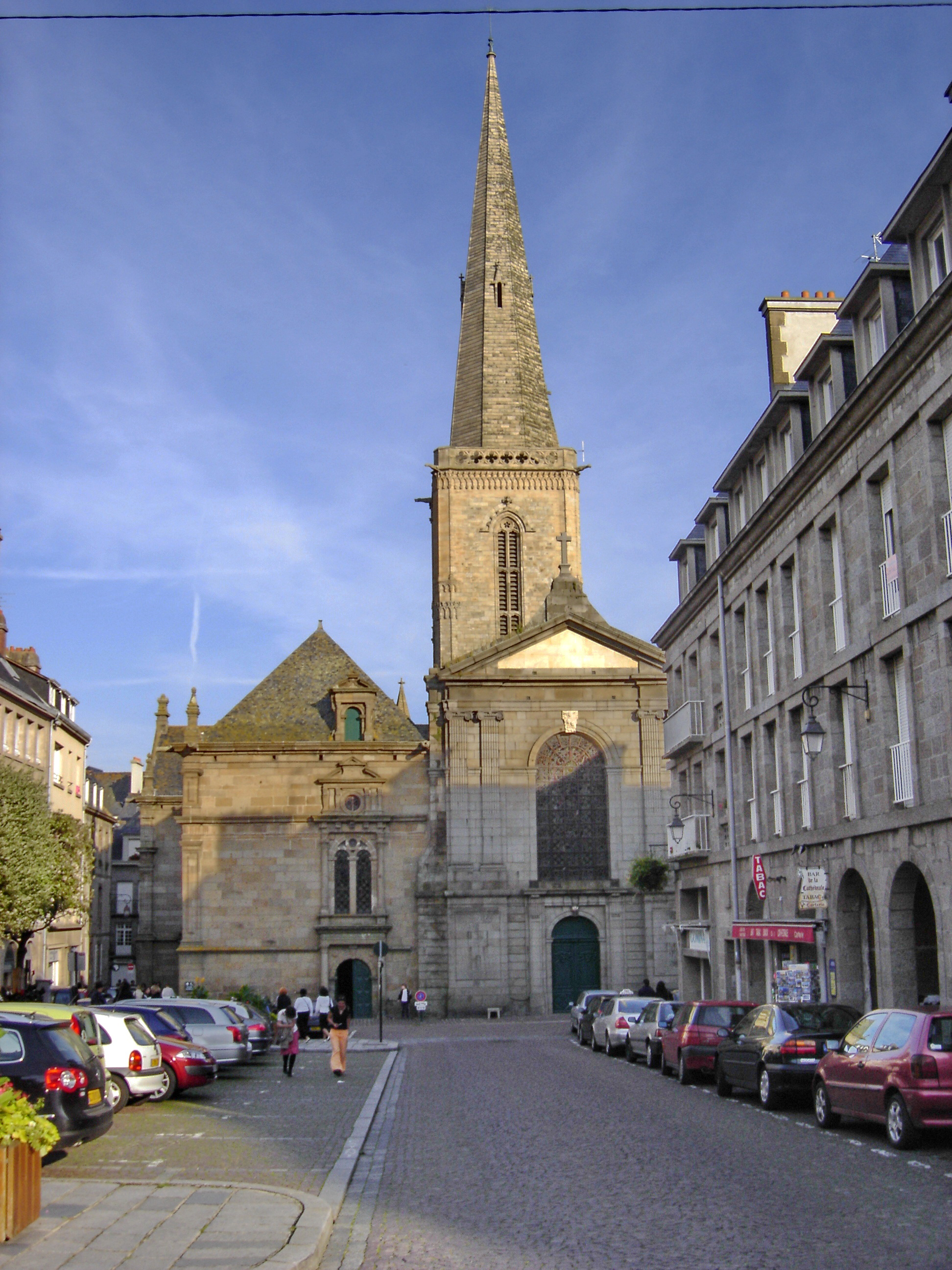
Die Kathedrale St. Vincent in Saint-Malo

Das Bistum Saint-Malo (lateinisch Dioecesis Macloviensis) war eine in Frankreich gelegene römisch-katholische Diözese mit Sitz in Saint-Malo.

## Geschichte
Das Bistum Saint-Malo wurde im 6. oder 7. Jahrhundert als Bistum Aleth errichtet. Erster Bischof war Aaron. 1146 wurde der Bischofssitz von der alten Kathedrale von Aleth weiter nördlich nach Saint-Malo mit der Kathedrale St. Vincent verlegt, blieb aber dem Erzbistum Tours als Suffraganbistum unterstellt.
Am 29. November 1801 wurde das Bistum Saint-Malo infolge des Konkordates von 1801 durch Papst Pius VII. mit der Päpstlichen Bulle Qui Christi Domini aufgelöst und das Territorium wurde den Bistümern Rennes, Saint-Brieuc und Vannes angegliedert.